# Ibn al-Qitt
Ahmad Ibn Muawiya Ibn al-Qitt (Córdoba, c. 875-Zamora, 10 de julio de 901) fue un príncipe omeya, descendiente de Hisham I, que encabezó una rebelión contra el emir de Córdoba, Abd Allah (888-912), proclamándose Mahdi, y trató sin éxito de conquistar Zamora, hallando la muerte.

## Vida
Abandonando Córdoba, al-Qitt se dirigió a Valle de los Pedroches, Sierra Morena y el Guadiana. Se proclamó a sí mismo como el Mahdi destinado a cumplir profecías escatológicas, utilizando magia negra y adivinación para mantener el engaño. Con el apoyo de un oscuro personaje llamado Abu Ali al-Sarray, místico agitador, logró ganarse el apoyo de los caudillos bereberes, que controlaban el centro y el occidente andalusí, las marcas Media e Inferior. Su movimiento se divulgó con rapidez y gran éxito.
En 901 predicó la guerra santa contra el Reino de Asturias, reuniendo un impresionante aunque irregular ejército de 60.000 hombres y marchó, a través de la antigua Ruta de la Plata, sobre Zamora, conquistada pocos años antes por Alfonso III de Asturias, y cuyas murallas, según Ibn al-Qitt, se desmoronarían tan pronto como se presentara ante ellas. Sus falsas predicciones y milagros reforzaron su prestigio como profeta y provocaron los recelos de sus lugartenientes bereberes, poco dispuestos a seguir apoyando a alguien que, necesariamente, iba a menguar su propio poder, instaurando un gobierno fuerte y poniendo fin a su independencia de facto. Sin embargo, postergaron cualquier plan en aras del objetivo principal: desalojar a los cristianos de su peligrosa avanzadilla en Zamora y tomar un espléndido botín.
Alfonso III, advertido del avance de al-Qitt, concentró sus fuerzas en Zamora para rechazar la invasión. 
Una vez ante Zamora, el omeya sentó sus reales junto al Duero y derrotó en los primeros combates a las fuerzas cristianas, que se replegaron hacia la ciudad. Envalentonado, envió una carta insolente al monarca asturleonés y los suyos para que se convirtieran al islam o se prepararan para morir. Los líderes bereberes, preocupados por el incremento de la fama de al-Qitt, decidieron abandonarle a su suerte para no perder su ascendente sobre sus propias tribus, haciendo creer el rumor de que había muerto.
Los cristianos, viendo la desbandada musulmana, decidieron realizar una salida general contra los sitiadores. El líder mesiánico, abandonado por sus tropas bereberes, fue derrotado y capturado en una sangrienta batalla que se conoce como el Día de Zamora, el 10 de julio de 901. El presunto Mahdi fue decapitado, y su cabeza colgada de una de las puertas de la ciudad zamorana.